# Червлёная (река)
Червлёная — река в Городищенском, Калачёвском и Светлоярском районах Волгоградской области России. Левый исток реки Карповка. Длина реки до проложения Волго-Донского судоходного канала — 37 км. Но с затоплением русла и сооружения на нём этого канала длина реки уменьшилась до 19 км.
Истоком реки ныне является Береславское водохранилище, так как по старому руслу Червлёной проложен Волго-Донской судоходный канал. На бывшем русле расположились Варваровское, Береславское и более мелкие водохранилища. Сейчас Червлёная поделена на две части: первая — часть реки от исторического истока недалеко от поселка Прудовый до села Червлёное, равная около 25 км. Вторая же — от современного истока в Береславском водохранилище до устья, равная 19 км. Но лишь течение Червлёной ниже Береславского водохранилища сохранилось как река.

## География
В верхнем течении на реке стоит село Червлёное. Далее по долине Червлёной проложен Волго-Донской судоходный канал. Из Береславского водохранилища Червлёная вытекает на север. На правом берегу расположен посёлок Новый Рогачик. Сливаясь с Россошкой, река образует Карповку.

## Данные водного реестра
По данным государственного водного реестра России относится к Донскому бассейновому округу, водохозяйственный участок реки — Червленая от истока до Береславского г/у (6), речной подбассейн реки — Дон между впадением Хопра и Северского Донца. Речной бассейн реки — Дон (российская часть бассейна). Код объекта в государственном водном реестре — 5010300612107000009520.